# Pradelles-Cabardès
Pradelles-Cabardès  est une commune française, située dans le nord du département de l'Aude en région Occitanie.
Sur le plan historique et culturel, la commune fait partie de la Montagne Noire, un massif montagneux constituant le rebord méridional du Massif central. Exposée à un climat océanique altéré, elle est drainée par l'Arnette, le Rieumajou, le ruisseau de la Grave et par divers autres petits cours d'eau. La commune possède un patrimoine naturel remarquable composé de cinq zones naturelles d'intérêt écologique, faunistique et floristique.
Pradelles-Cabardès est une commune rurale qui compte 160 habitants en 2022, après avoir connu un pic de population de 754 habitants en 1841. Elle fait partie de l'aire d'attraction de Carcassonne. Ses habitants sont appelés les Pradellois ou  Pradelloises.

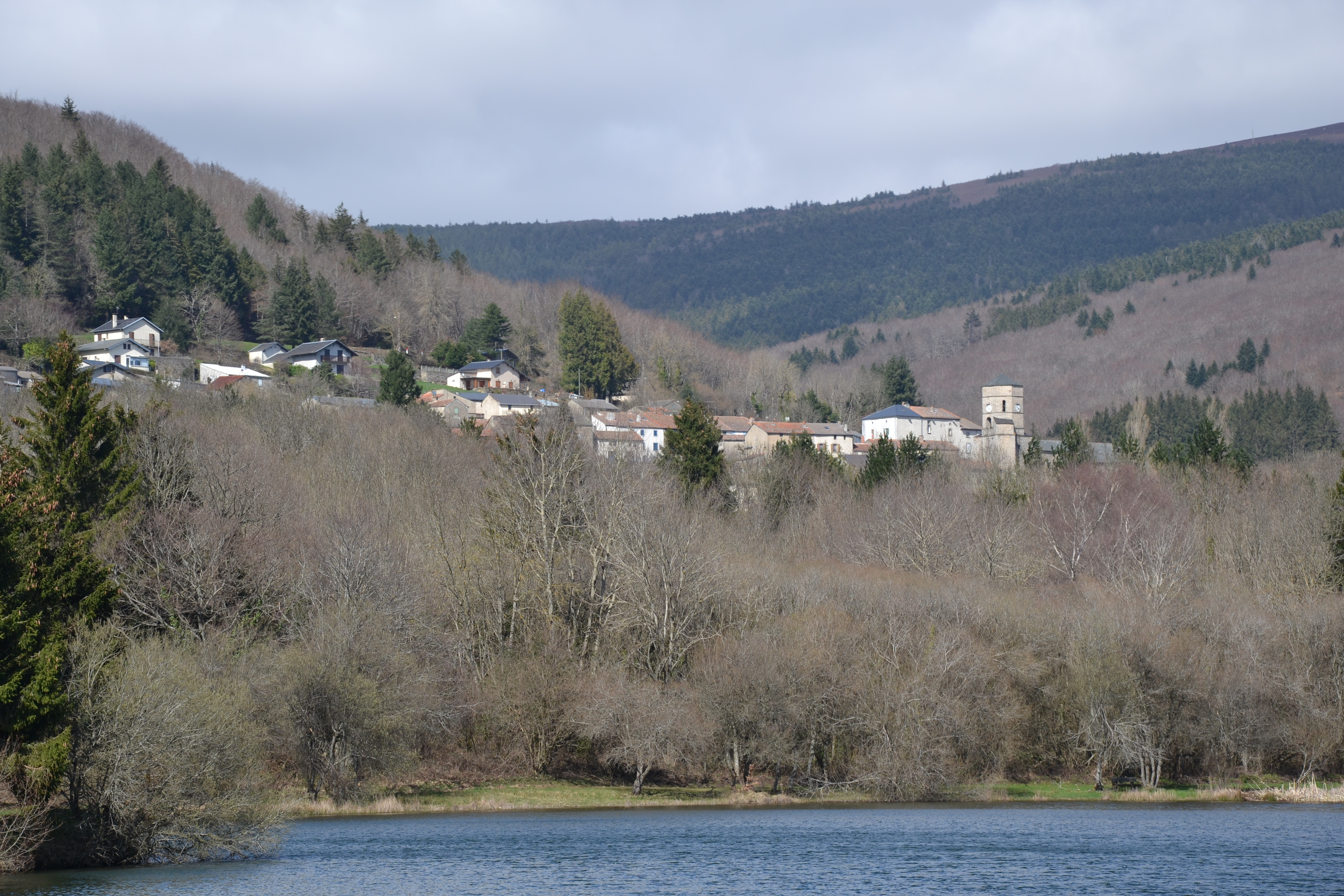
Le village vu de la base de loisirs.

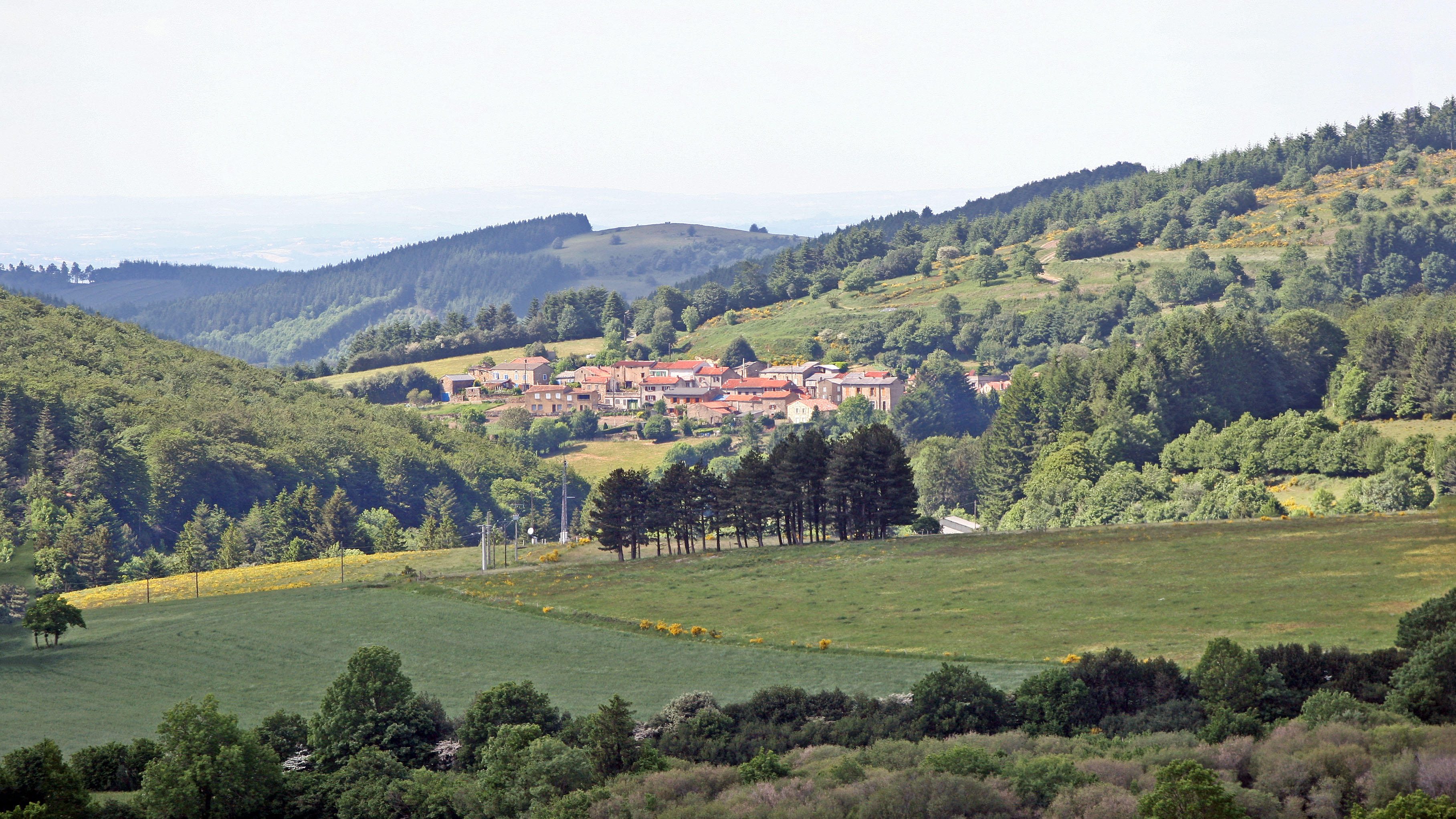
Le hameau de Fournès.

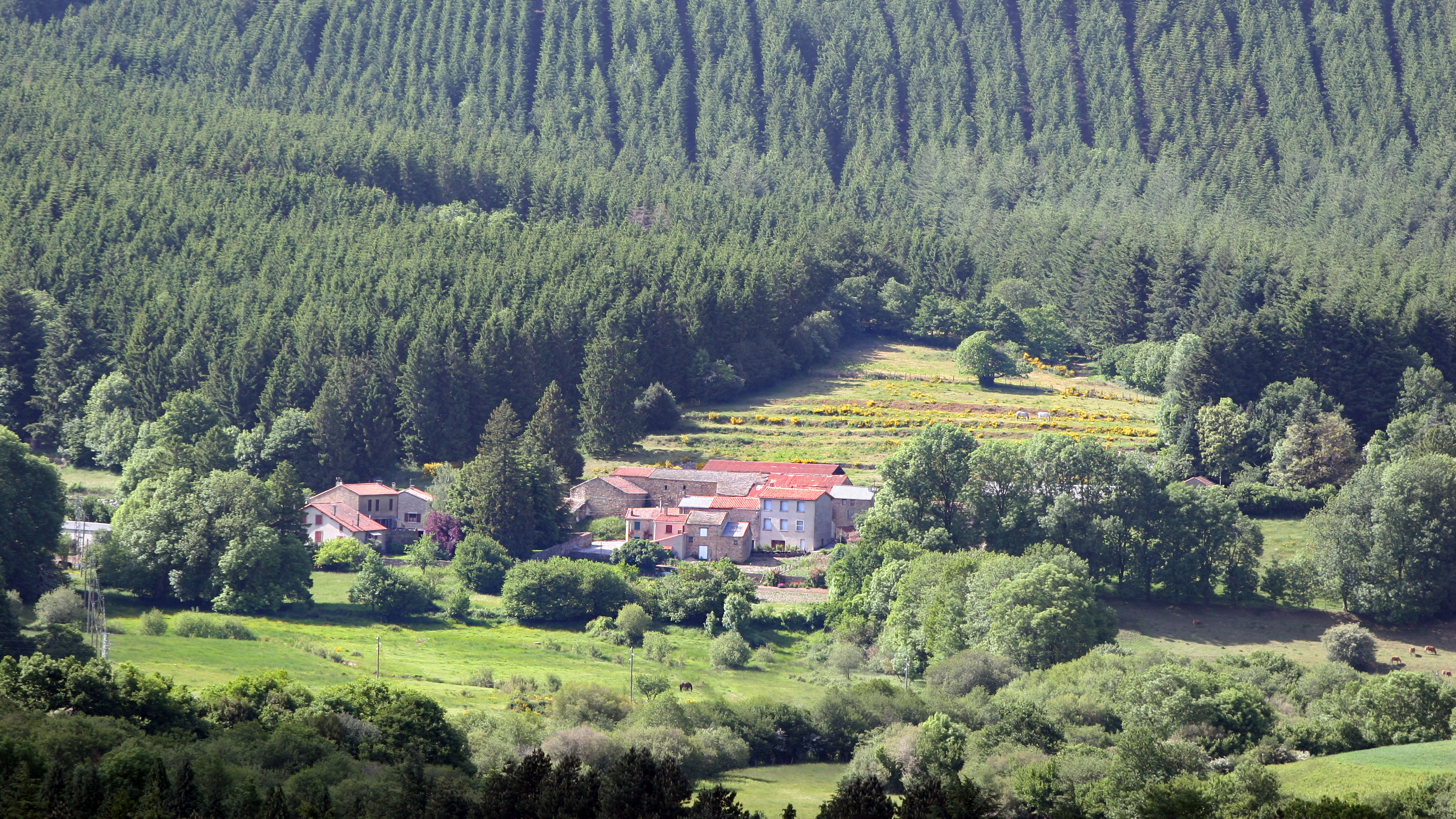
Le hameau de Lacombe

Le patrimoine architectural de la commune comprend deux  immeubles protégés au titre des monuments historiques : l'église Saint-Jean-Baptiste, inscrite en 1939, et la glacière, inscrite en 1986.

## Géographie

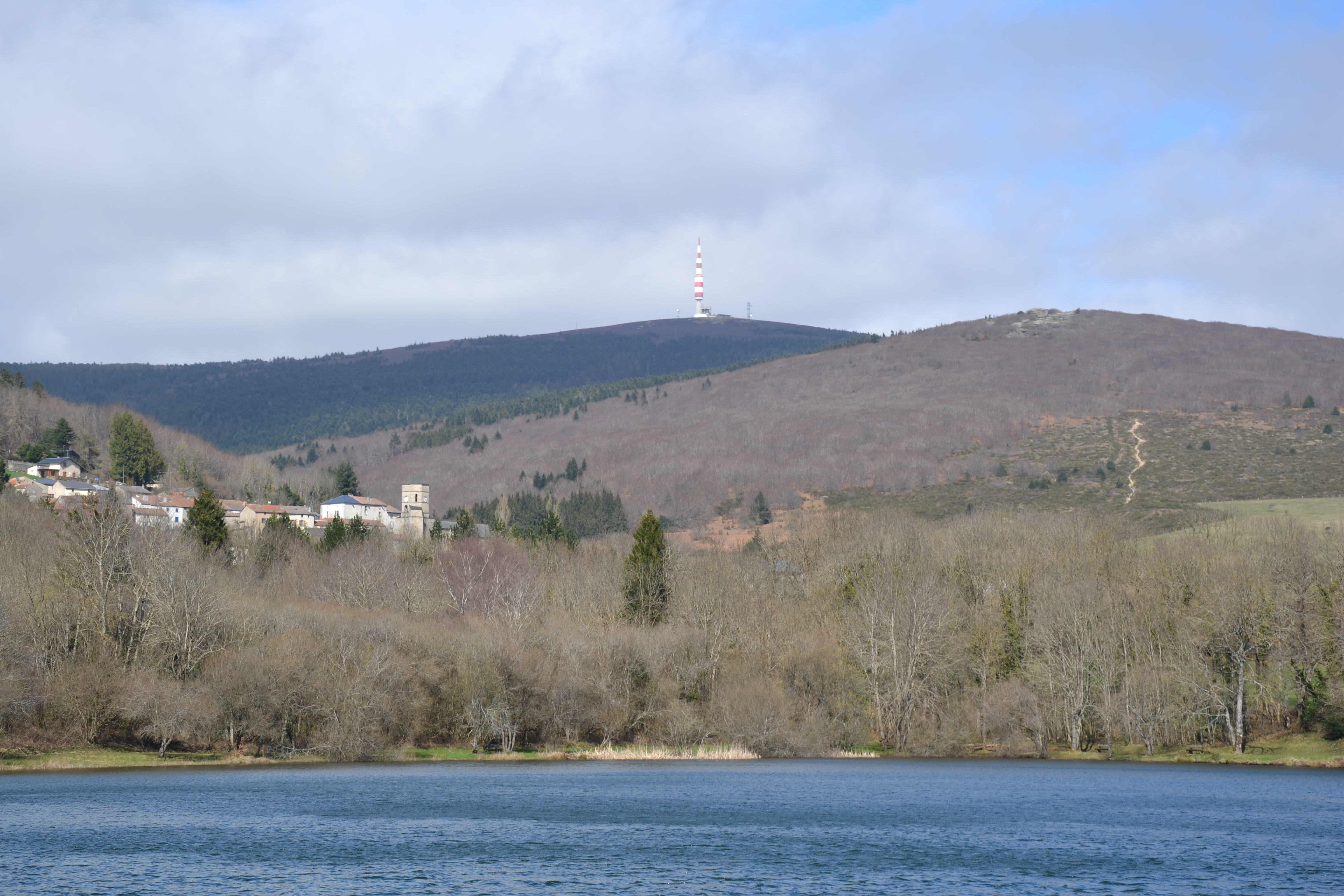
Le village et le Pic de Nore.

Le village est situé à 820 m d'altitude au pied du Pic de Nore, point culminant de la Montagne Noire, sur son versant sud en limite du parc naturel régional du Haut-Languedoc sur l'Arnette.
Elle est limitrophe du département du Tarn.

### Communes limitrophes
Les communes limitrophes sont Cabrespine, Castans, Labastide-Esparbairenque et Mazamet.
|                          | Mazamet (Tarn)     |         |
| Labastide-Esparbairenque | Pradelles-Cabardès | Castans |
|                          | Cabrespine         |         |

### Hameaux et lieux-dits
Les habitants sont répartis sur trois hameaux : Pradelles, les Jouys et Fournès.

### Hydrographie
La commune est pour partie dans le bassin de la Garonne, au sein du bassin hydrographique Adour-Garonne, et pour partie dans la région hydrographique « Côtiers méditerranéens », au sein du bassin hydrographique Rhône-Méditerranée-Corse. Elle est drainée par l'Arnette, le Rieumajou, le ruisseau de la Grave, le Rieu Cros, le ruisseau de Calvairac, le ruisseau de Mulet et par divers petits cours d'eau, qui constituent un réseau hydrographique de 21 km de longueur totale,.
L'Arnette, d'une longueur totale de 26,5 km, prend sa source dans la commune et s'écoule vers le sud puis se réoriente vers le nord. Elle traverse la commune et se jette dans le Thoré à Mazamet, après avoir traversé 3 communes.

### Climat
Pour des articles plus généraux, voir Climat de l'Occitanie et Climat de l'Aude.
En 2010, le climat de la commune est de type climat océanique altéré, selon une étude s'appuyant sur une série de données couvrant la période 1971-2000. En 2020, Météo-France publie une typologie des climats de la France métropolitaine dans laquelle la commune est toujours exposée à un climat océanique altéré et est dans une zone de transition entre les régions climatiques « Aquitaine, Gascogne » et « Provence, Languedoc-Roussillon ».
Pour la période 1971-2000, la température annuelle moyenne est de 9,6 °C, avec une amplitude thermique annuelle de 14,6 °C. Le cumul annuel moyen de précipitations est de 1 727 mm, avec 14,1 jours de précipitations en janvier et 6,9 jours en juillet. Pour la période 1991-2020, la température moyenne annuelle observée sur la station météorologique la plus proche, située sur la commune de Caunes-Minervois à 11 km à vol d'oiseau, est de 13,9 °C et le cumul annuel moyen de précipitations est de 768,1 mm,. Pour l'avenir, les paramètres climatiques de la commune estimés pour 2050 selon différents scénarios d'émission de gaz à effet de serre sont consultables sur un site dédié publié par Météo-France en novembre 2022.

### Milieux naturels et biodiversité
L’inventaire des zones naturelles d'intérêt écologique, faunistique et floristique (ZNIEFF) a pour objectif de réaliser une couverture des zones les plus intéressantes sur le plan écologique, essentiellement dans la perspective d’améliorer la connaissance du patrimoine naturel national et de fournir aux différents décideurs un outil d’aide à la prise en compte de l’environnement dans l’aménagement du territoire.
Trois ZNIEFF de type 1 sont recensées sur la commune :
- la « crête rocheuse de Fount-Ferrouzo » (220 ha), couvrant 4 communes du département[13] ;
- les « monts et grottes des soulanes de Nore » (2 177 ha), couvrant 6 communes du département[14] ;
- le « pelouses et landes du pic de Nore » (271 ha), couvrant 2 communes du département[15] ;

et deux ZNIEFF de type 2, : 
- les « crêtes et pièmonts de la Montagne Noire » (27 188 ha), couvrant 26 communes dont 24 dans l'Aude et 2 dans l'Hérault[16] ;
- la « montagne Noire (versant Nord) » (31 971 ha), couvrant 37 communes dont 14 dans l'Aude, 2 dans la Haute-Garonne, 3 dans l'Hérault et 18 dans le Tarn[17].

Carte des ZNIEFF de type 1 et 2 à Pradelles-Cabardès.
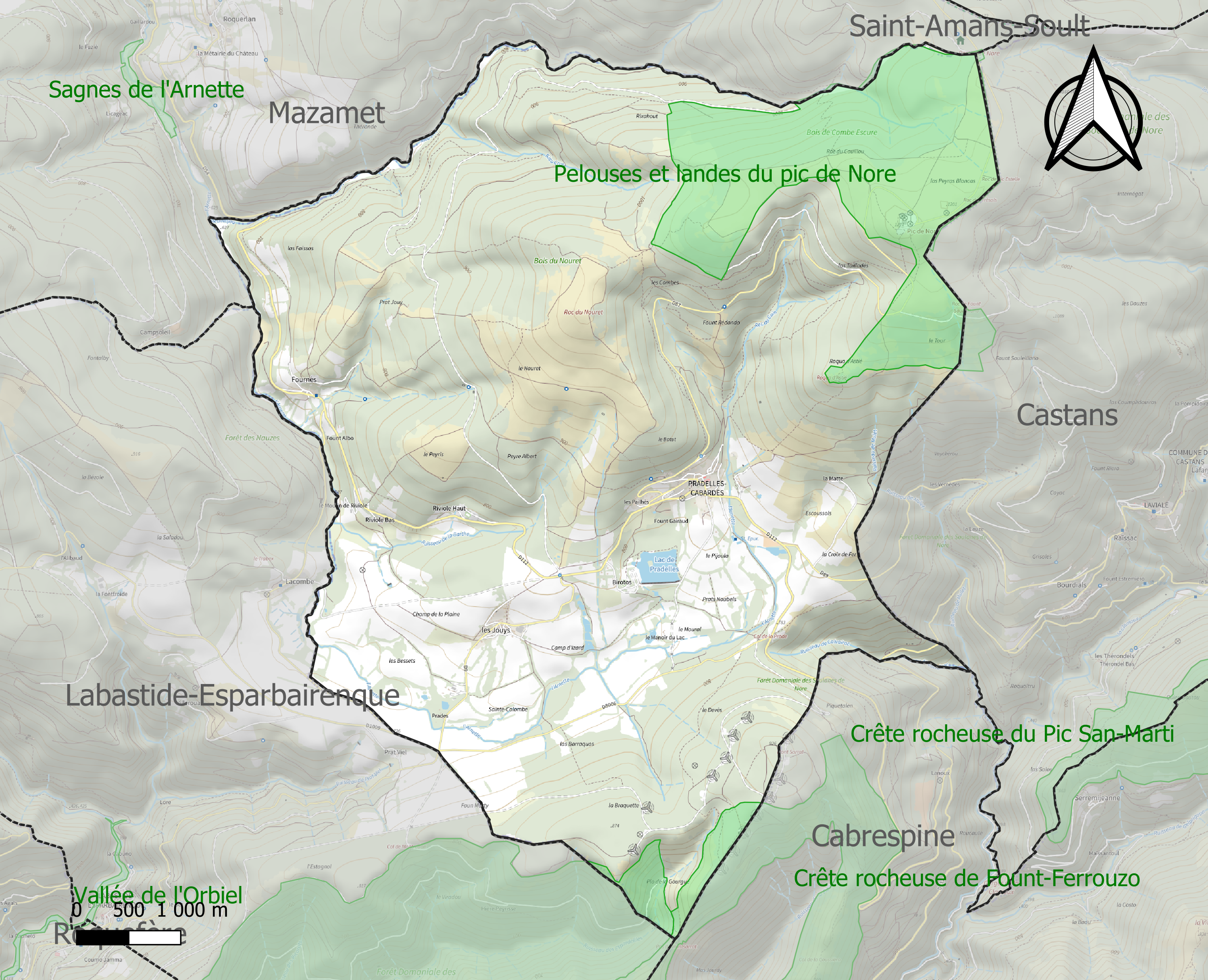
Carte des ZNIEFF de type 1 sur la commune.
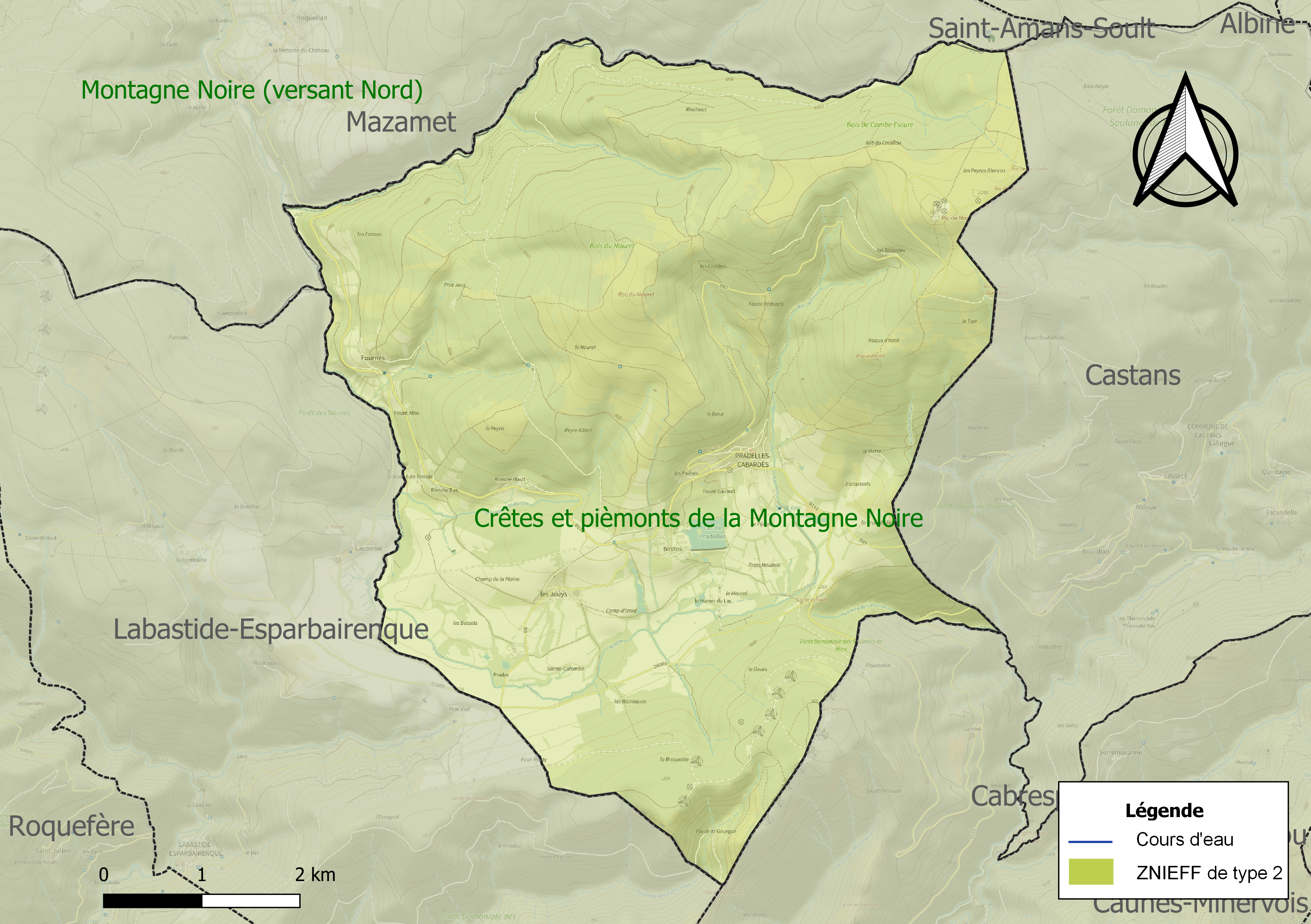
Carte des ZNIEFF de type 2 sur la commune.

## Urbanisme

### Typologie
Au 1er janvier 2024, Pradelles-Cabardès est catégorisée commune rurale à habitat dispersé, selon la nouvelle grille communale de densité à 7 niveaux définie par l'Insee en 2022.
Elle est située hors unité urbaine. Par ailleurs la commune fait partie de l'aire d'attraction de Carcassonne, dont elle est une commune de la couronne,. Cette aire, qui regroupe 115 communes, est catégorisée dans les aires de 50 000 à moins de 200 000 habitants,.

### Occupation des sols
L'occupation des sols de la commune, telle qu'elle ressort de la base de données européenne d’occupation biophysique des sols Corine Land Cover (CLC), est marquée par l'importance des forêts et milieux semi-naturels (75,9 % en 2018), une proportion sensiblement équivalente à celle de 1990 (76 %). La répartition détaillée en 2018 est la suivante : 
forêts (61 %), milieux à végétation arbustive et/ou herbacée (14,9 %), prairies (14 %), zones agricoles hétérogènes (10,1 %). L'évolution de l’occupation des sols de la commune et de ses infrastructures peut être observée sur les différentes représentations cartographiques du territoire : la carte de Cassini (XVIIIe siècle), la carte d'état-major (1820-1866) et les cartes ou photos aériennes de l'IGN pour la période actuelle (1950 à aujourd'hui).

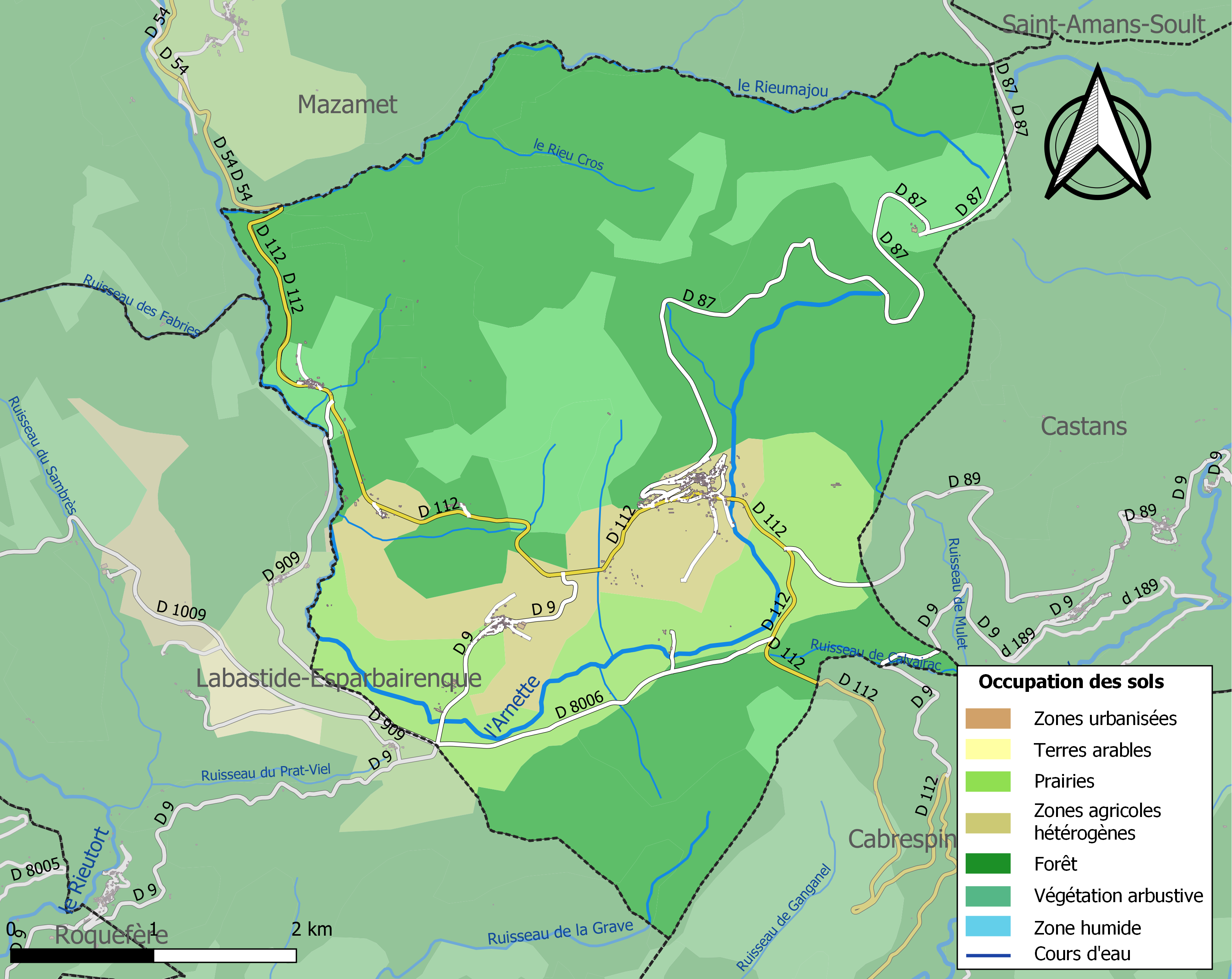
Carte des infrastructures et de l'occupation des sols de la commune en 2018 (CLC).

### Risques majeurs
Le territoire de la commune de Pradelles-Cabardès est vulnérable à différents aléas naturels : météorologiques (tempête, orage, neige, grand froid, canicule ou sécheresse), feux de forêts et séisme (sismicité très faible). Il est également exposé à un risque particulier : le risque de radon. Un site publié par le BRGM permet d'évaluer simplement et rapidement les risques d'un bien localisé soit par son adresse soit par le numéro de sa parcelle.

#### Risques naturels

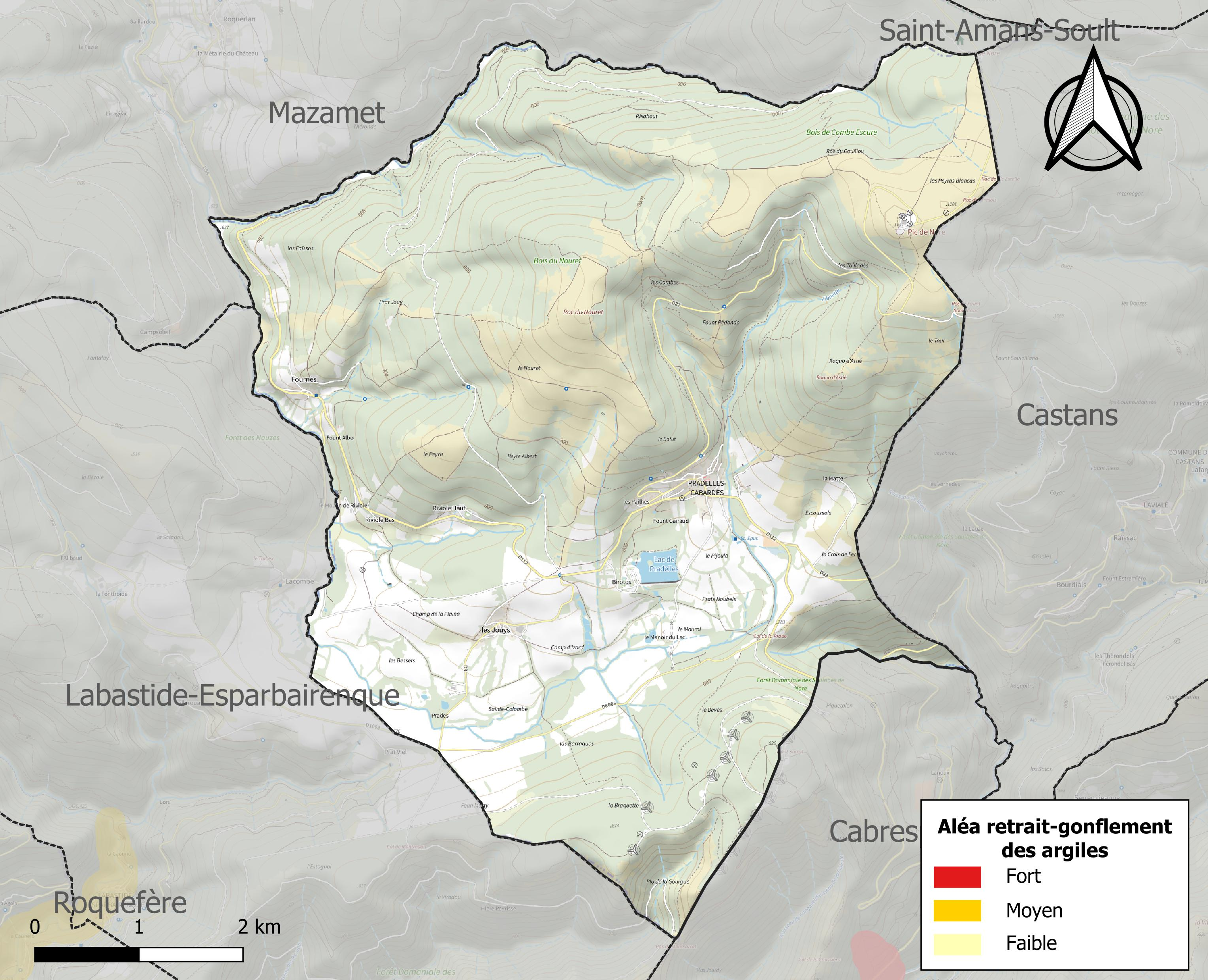
Carte des zones d'aléa retrait-gonflement des sols argileux de Pradelles-Cabardès.

Le retrait-gonflement des sols argileux est susceptible d'engendrer des dommages importants aux bâtiments en cas d’alternance de périodes de sécheresse et de pluie. 0 % de la superficie communale est en aléa moyen ou fort (75,2 % au niveau départemental et 48,5 % au niveau national). Sur les 210 bâtiments dénombrés sur la commune en 2019, 0 sont en aléa moyen ou fort, soit 0 %, à comparer aux 94 % au niveau départemental et 54 % au niveau national. Une cartographie de l'exposition du territoire national au retrait gonflement des sols argileux est disponible sur le site du BRGM,.

#### Risque particulier
Dans plusieurs parties du territoire national, le radon, accumulé dans certains logements ou autres locaux, peut constituer une source significative d’exposition de la population aux rayonnements ionisants. Certaines communes du département sont concernées par le risque radon à un niveau plus ou moins élevé. Selon la classification de 2018, la commune de Pradelles-Cabardès est classée en zone 3, à savoir zone à potentiel radon significatif.

## Politique et administration

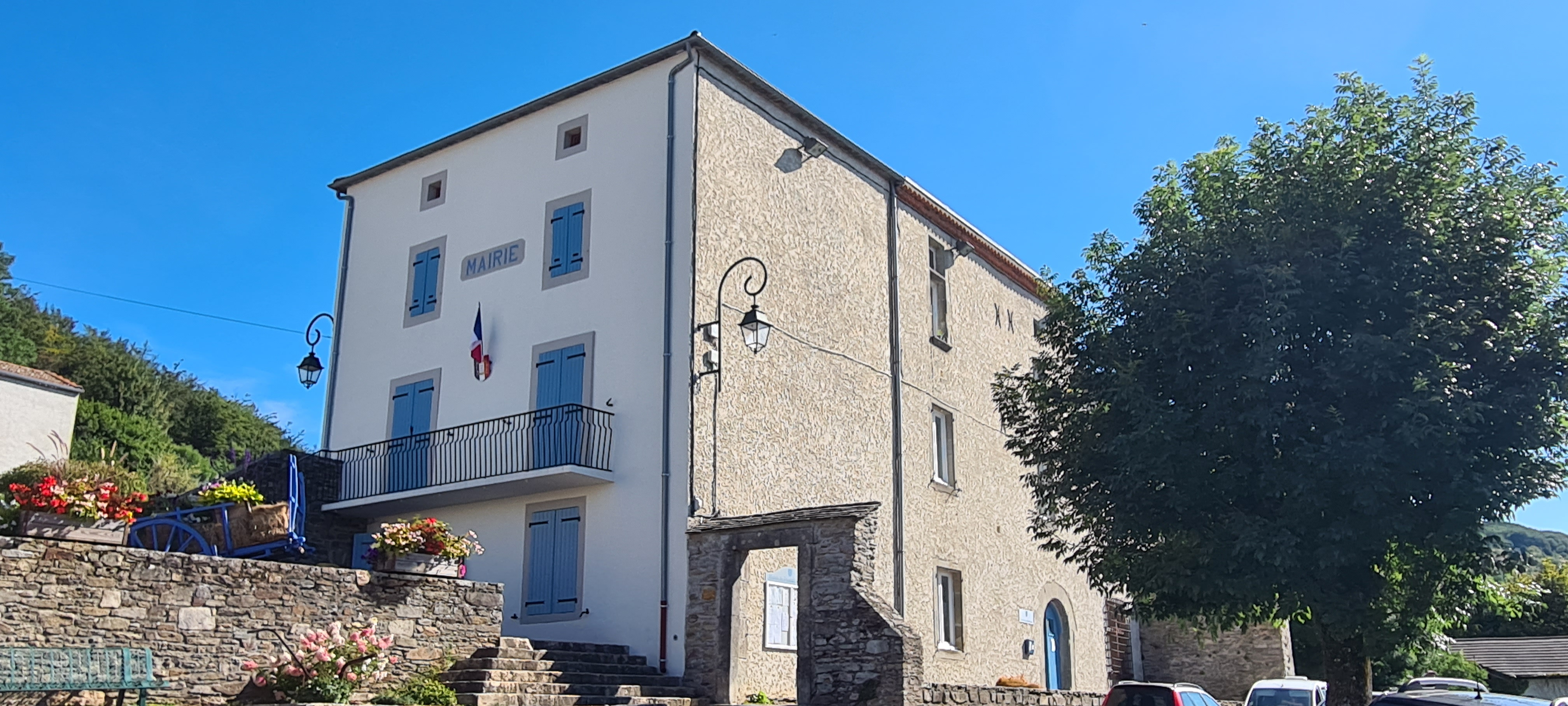
La mairie en 2025.

### Liste des maires
| Période                                  | Période  | Identité         | Étiquette | Qualité |
| ---------------------------------------- | -------- | ---------------- | --------- | ------- |
| 1945                                     | 1954     | Ernest Cabrol    |           |         |
| mars 1989                                | 2014     | Serge Cazanave   | DVG       |         |
| mars 2014                                | 2020     | Sylvie Leenhardt | SE        |         |
| mars 2020                                | en cours | Eric Gros        |           |         |
| Les données manquantes sont à compléter. |          |                  |           |         |

## Démographie
L'évolution du nombre d'habitants est connue à travers les recensements de la population effectués dans la commune depuis 1793. Pour les communes de moins de 10 000 habitants, une enquête de recensement portant sur toute la population est réalisée tous les cinq ans, les populations de référence des années intermédiaires étant quant à elles estimées par interpolation ou extrapolation. Pour la commune, le premier recensement exhaustif entrant dans le cadre du nouveau dispositif a été réalisé en 2006.

En 2022, la commune comptait 160 habitants, en évolution de +10,34 % par rapport à 2016 (Aude : +2,65 %, France hors Mayotte : +2,11 %).
| 1793 | 1800 | 1806 | 1821 | 1831 | 1836 | 1841 | 1846 | 1851 |
| ---- | ---- | ---- | ---- | ---- | ---- | ---- | ---- | ---- |
| 561  | 540  | 616  | 657  | 705  | 740  | 754  | 729  | 712  |

| 1856 | 1861 | 1866 | 1872 | 1876 | 1881 | 1886 | 1891 | 1896 |
| ---- | ---- | ---- | ---- | ---- | ---- | ---- | ---- | ---- |
| 633  | 633  | 617  | 601  | 602  | 612  | 598  | 533  | 506  |

| 1901 | 1906 | 1911 | 1921 | 1926 | 1931 | 1936 | 1946 | 1954 |
| ---- | ---- | ---- | ---- | ---- | ---- | ---- | ---- | ---- |
| 458  | 422  | 424  | 351  | 329  | 311  | 293  | 279  | 282  |

| 1962 | 1968 | 1975 | 1982 | 1990 | 1999 | 2006 | 2011 | 2016 |
| ---- | ---- | ---- | ---- | ---- | ---- | ---- | ---- | ---- |
| 248  | 223  | 187  | 183  | 153  | 160  | 153  | 151  | 145  |

| 2021 | 2022 | - | - | - | - | - | - | - |
| ---- | ---- | - | - | - | - | - | - | - |
| 154  | 160  | - | - | - | - | - | - | - |

## Économie

### Emploi
| Division       | 2008   | 2013   | 2018   |
| -------------- | ------ | ------ | ------ |
| Commune        | 9,2 %  | 8,7 %  | 10,1 % |
| Département    | 10,2 % | 12,8 % | 12,6 % |
| France entière | 8,3 %  | 10 %   | 10 %   |

En 2018, la population âgée de 15 à 64 ans s'élève à 88 personnes, parmi lesquelles on compte 55,1 % d'actifs (44,9 % ayant un emploi et 10,1 % de chômeurs) et 44,9 % d'inactifs,. Depuis 2008, le taux de chômage communal (au sens du recensement) des 15-64 ans est inférieur à celui du département, mais supérieur à celui de la France.
La commune fait partie de la couronne de l'aire d'attraction de Carcassonne, du fait qu'au moins 15 % des actifs travaillent dans le pôle,. Elle compte 28 emplois en 2018, contre 31 en 2013 et 21 en 2008. Le nombre d'actifs ayant un emploi résidant dans la commune est de 40, soit un indicateur de concentration d'emploi de 68,4 % et un taux d'activité parmi les 15 ans ou plus de 38,5 %.
Sur ces 40 actifs de 15 ans ou plus ayant un emploi, 20 travaillent dans la commune, soit 49 % des habitants. Pour se rendre au travail, 65,9 % des habitants utilisent un véhicule personnel ou de fonction à quatre roues, 34,1 % s'y rendent en deux-roues, à vélo ou à pied et.

### Activités hors agriculture
17 établissements sont implantés  à Pradelles-Cabardès au 31 décembre 2019.
Le secteur du commerce de gros et de détail, des transports, de l'hébergement et de la restauration est prépondérant sur la commune puisqu'il représente 29,4 % du nombre total d'établissements de la commune (5 sur les 17 entreprises implantées  à Pradelles-Cabardès), contre 32,3 % au niveau départemental.

### Agriculture
|               | 1988 | 2000 | 2010 | 2020 |
| ------------- | ---- | ---- | ---- | ---- |
| Exploitations | 19   | 8    | 4    | 4    |
| SAU (ha)      | 232  | 250  | 215  | 197  |

La commune est dans la Montagne Noire, une petite région agricole occupant le nord-ouest du département de l'Aude,. En 2020, l'orientation technico-économique de l'agriculture  sur la commune est l'élevage d'ovins ou de caprins. Quatre exploitations agricoles ayant leur siège dans la commune sont dénombrées lors du recensement agricole de 2020 (19 en 1988). La superficie agricole utilisée est de 197 ha,,.

## Culture locale et patrimoine

### Lieux et monuments
- Église Saint-Jean-Baptiste

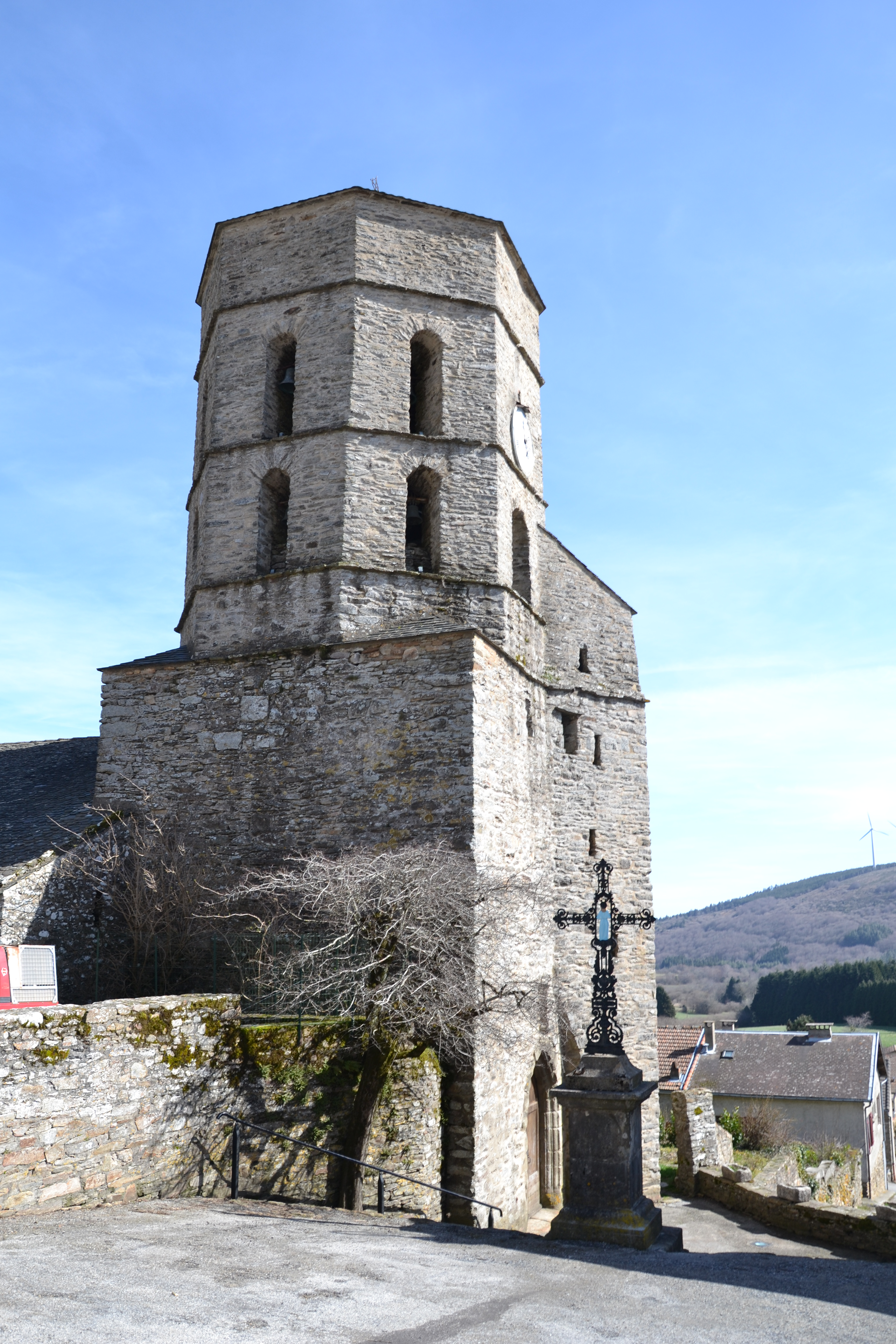
Église Saint-Jean-Baptiste.

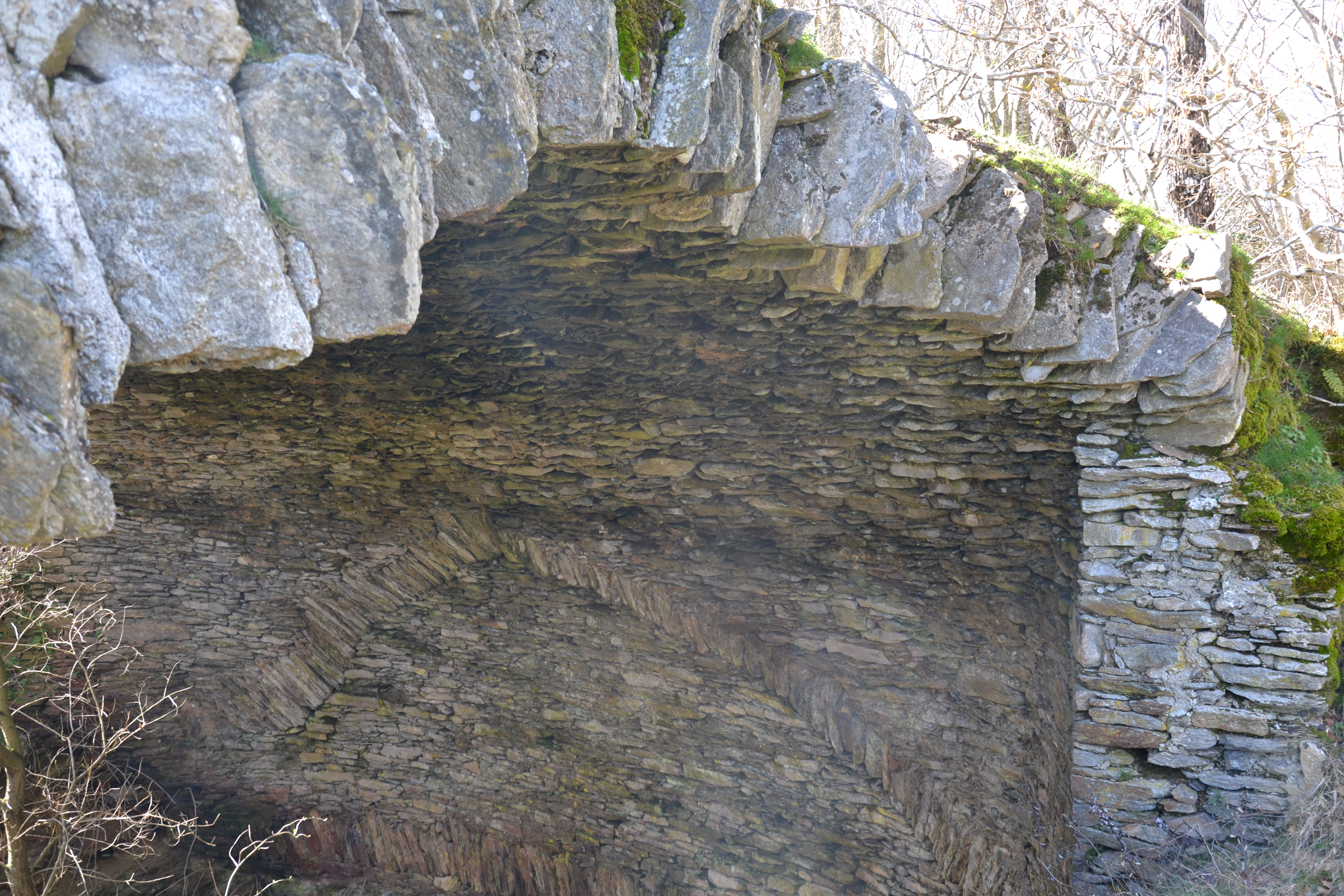
Glacière.

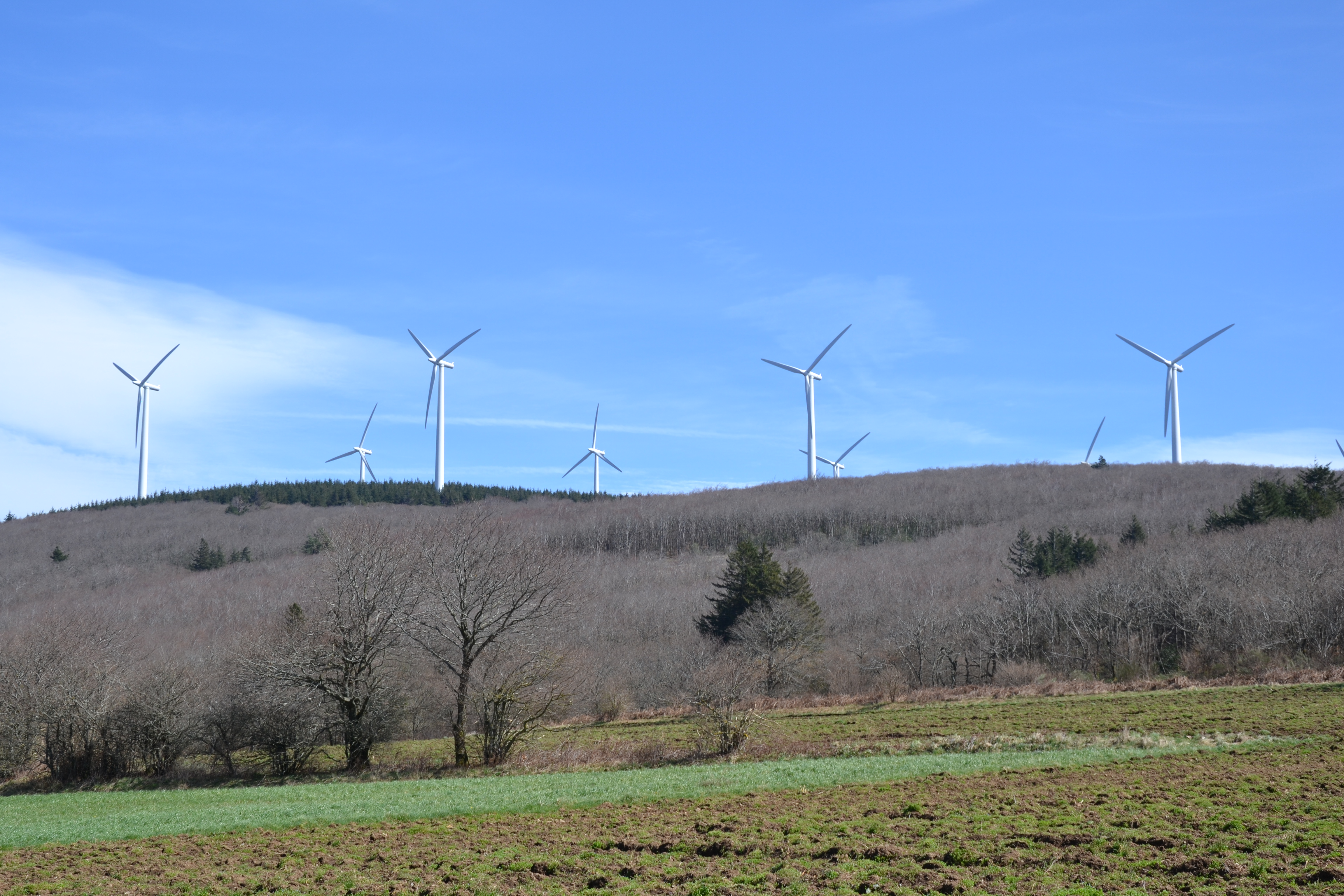
Parc éolien.

Le clocher a été inscrit au titre des monuments historiques en 1939.
L'église a été construite au XIVe siècle ou XVe siècle. Elle se compose d'une abside à cinq pans, d'une nef de quatre travées, de six chapelles latérales (trois de chaque côté) et d'un clocher octogonal surmontant une partie carrée.
- Glacières

Ce sont d'anciens silos semi-enterrés en pierres sèches destinés au stockage et au commerce de la glace. On dénombre aujourd'hui 17 glacières dont la plupart datent du milieu du XIXe siècle. L'une d'entre elles a fonctionné jusqu'en 1927.
- Parc éolien

Ce parc composé de 16 éoliennes est situé sur une crête séparant les deux communes de Cabrespine et Pradelles-Cabardès à environ 900 m d'altitude. D'une puissance de 20,8 MW, il peut couvrir la consommation électrique de 31 000 personnes environ.

### Héraldique
| Blason de Pradelles-Cabardès | Blason  | De sinople à un annelet d'argent.                |
| Blason de Pradelles-Cabardès | Détails | Le statut officiel du blason reste à déterminer. |